# Arquidiócesis de Gniezno
La arquidiócesis de Gniezno (en latín: Archidioecesis Gnesnensis y en polaco: Archidiecezja gnieźnieńska) es una circunscripción eclesiástica de la Iglesia católica en Polonia. Se trata de una arquidiócesis latina, sede metropolitana de la provincia eclesiástica de Gniezno. Desde el 17 de mayo de 2014 su arzobispo y primado de Polonia es Wojciech Polak.

## Territorio y organización

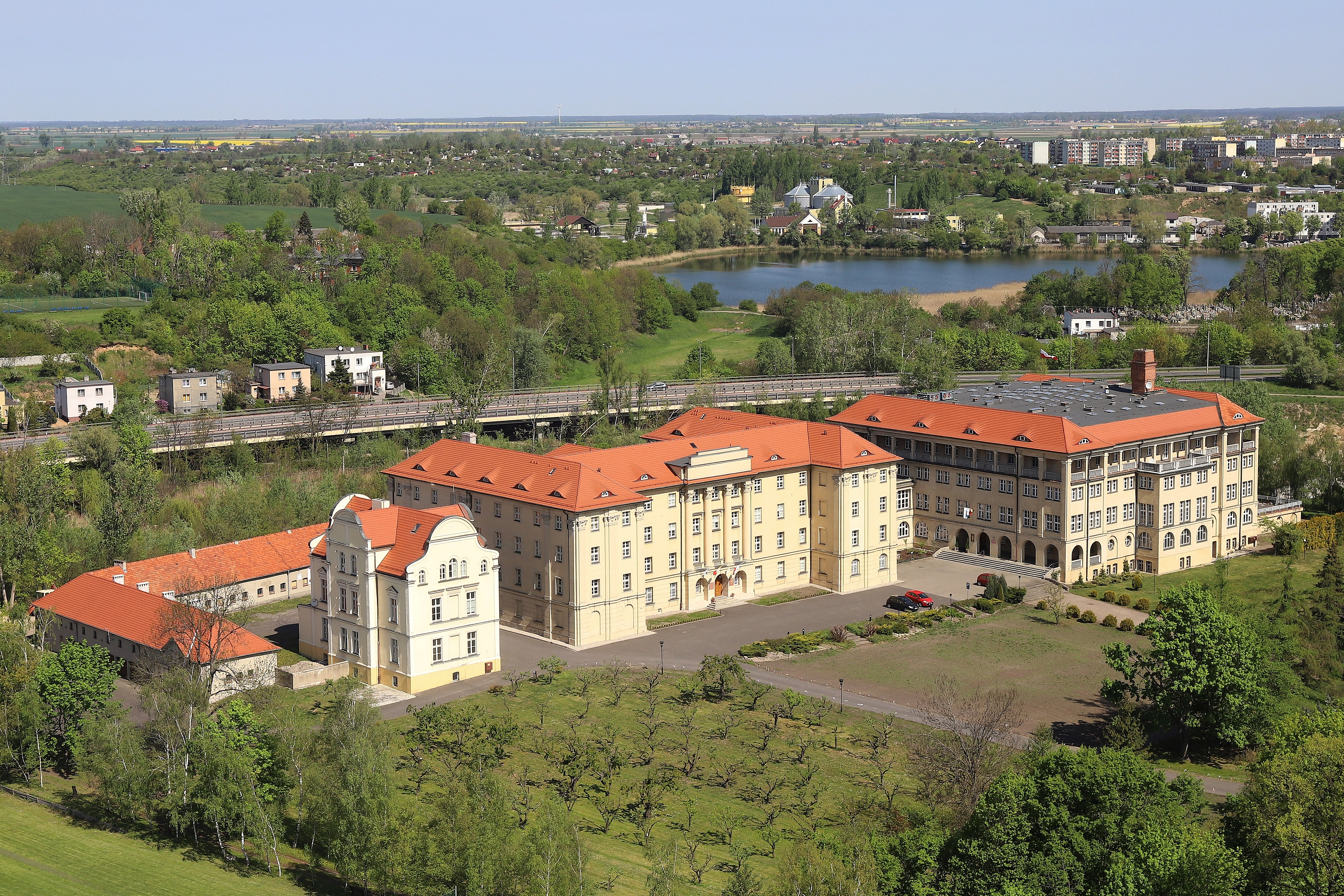
Seminario arzobispal de Gniezno

La arquidiócesis tiene 8122 km² y extiende su jurisdicción sobre los fieles católicos de rito latino residentes en la parte oriental del voivodato de Gran Polonia y en la parte sudoccidental del voivodato de Cuyavia y Pomerania.

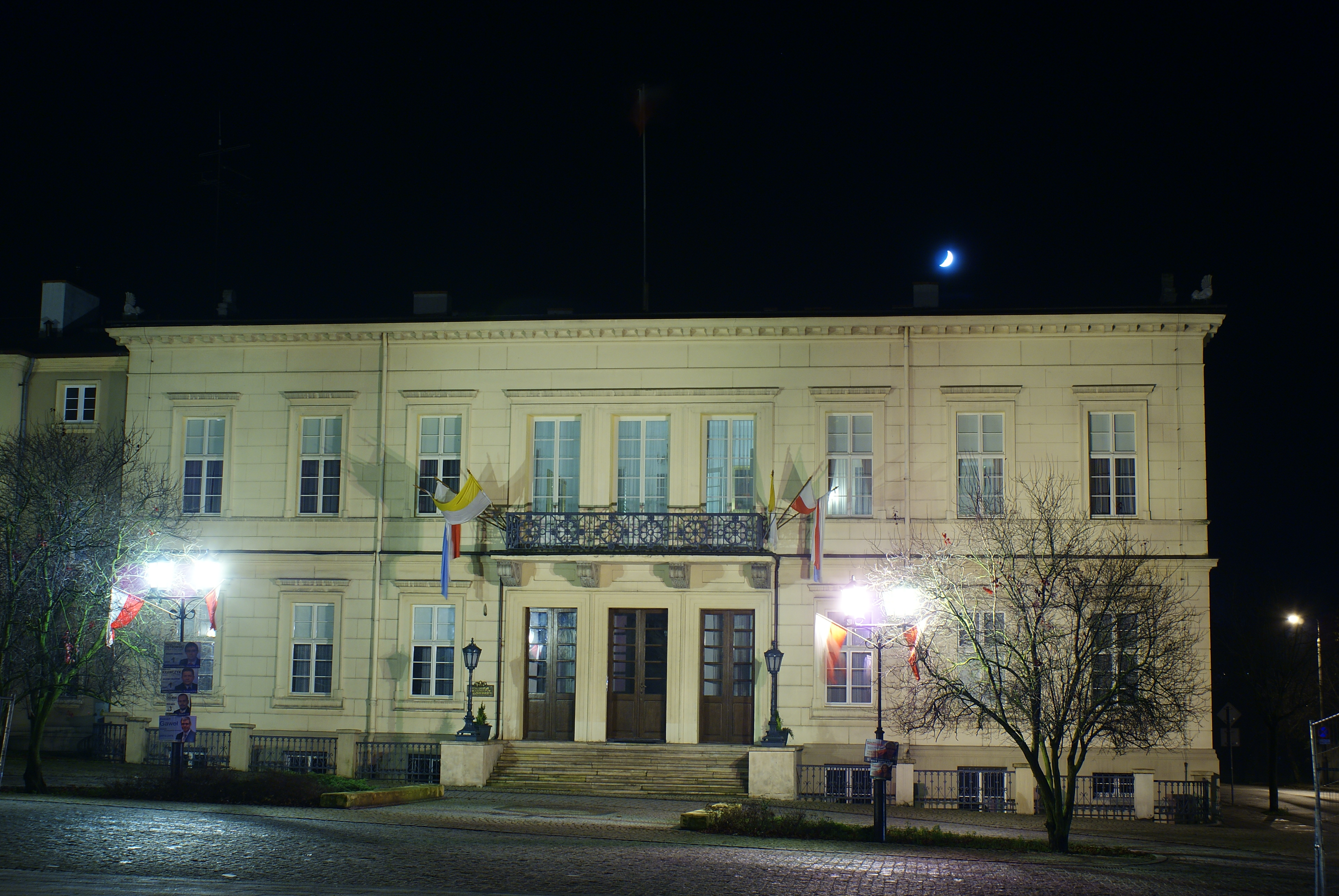
Palacio arzobispal de Gniezno

La sede de la arquidiócesis se encuentra en la ciudad de Gniezno, en donde se halla la Catedral basílica de la Asunción de la Virgen María y San Adalberto. Además de la catedral, hay otras 4 basílicas menores en la arquidiócesis: la basílica de los Santos Pedro y Pablo en Kruszwica; la basílica del Nombre de la Santísima Virgen María en Inowrocław; la basílica de Nuestra Señora, Reina del Amor y la Paz en Markowice (municipio de Strzelno); la basílica de la Asunción de la Santísima Virgen María en Trzemeszno.
La arquidiócesis tiene como sufragáneas a las diócesis de Bydgoszcz y Włocławek.
En 2023 en la arquidiócesis existían 268 parroquias agrupadas en 30 decanatos.

## Historia
La arquidiócesis de Gniezno fue erigida por el papa Silvestre II en el sínodo celebrado en Roma en 999, con motivo de la canonización de san Adalberto; el papa nombró a Gaudencio, hermano del santo, como primer obispo. Al año siguiente, durante una gran asamblea celebrada en Gniezno en presencia del emperador Otón III, el legado papal, el cardenal Robertus, cumplió el decreto de erección. El nacimiento de la arquidiócesis se enmarca en el contexto que vio el reconocimiento por parte del emperador de la independencia del Ducado de Polonia y en consecuencia la creación de una organización eclesiástica propia.
La provincia eclesiástica de Gniezno incluía inicialmente las diócesis de Kołobrzeg, Cracovia y Breslavia como sufragáneas, a las que se añadió la diócesis de Poznan en 1075 y la diócesis de Chełmno (o Kulm en alemán) en 1466. 
No está claro cuál era el territorio inicial de la arquidiócesis, que incluía aproximadamente toda la parte oriental de la Gran Polonia. En los siglos posteriores a su fundación, se conocen varios pequeños cambios fronterizos con las diócesis vecinas, en particular el de la década de 1860, cuando Gniezno cedió 8 parroquias a la diócesis de Włocławek, recibiendo a cambio 12, incluida la de Bydgoszcz. Los primeros datos fiables y completos sobre la organización parroquial de la arquidiócesis se pueden deducir del Liber beneficiorum instituido por el arzobispo Jan Łaski (1456-1531), sobre cuya base se puede deducir que a principios del siglo XVI la arquidiócesis comprendía un total de 687 parroquias, divididas en 34 decanatos, que constituían 8 arcedianatos: Gniezno, Kalisz, Ruda-Wieluń, Uniejów, Leczyca, Kurzelów, Kamień y Lowicz.
Como metropolitanos (los únicos en Polonia hasta 1375) los arzobispos de Gniezno tenían el privilegio de coronar a los reyes de Polonia. El arzobispo Mikołaj Trąba (1412-1422) trajo consigo del Concilio de Constanza (1414-1418), para él y sus sucesores, el título de primado de Polonia, que no sólo era la máxima dignidad de la Iglesia polaca, sino también del Estado polaco. Como primados, los arzobispos también tenían el título de primus princeps Regni (primer príncipe del Reino) y el de interrex durante los períodos de interregno. En 1515 el papa León X otorgó al arzobispo Jan Łaski y a sus sucesores el título de legatus natus (legado nato), un título que, sin embargo, no tenía una importancia real.
El primer seminario arzobispal fue erigido por Stanisław Karnkowski en 1591 en Kalisz en el colegio de los jesuitas, al que se encomendó la dirección; este seminario fue cerrado en 1620. Un segundo seminario se abrió en Gniezno en 1602 y fue dirigido por sacerdotes diocesanos. Un tercer seminario fue fundado en 1700 por Michał Radziejowski en Lowicz y confiado a los lazaristas: en 1818 este seminario pasó, junto con la ciudad, a la arquidiócesis de Varsovia, que lo cerró al año siguiente.
En 1796 el gobierno prusiano confiscó todos los bienes que constituían la dote personal de los arzobispos de Gniezno, que era la arquidiócesis más rica de Polonia: estaba formada por el principado de Lowicz, 2 ciudades, 270 aldeas, 79 granjas y 69 molinos.
Las particiones de Polonia y el Congreso de Viena de 1815 pusieron en grave peligro la existencia misma de la arquidiócesis. De hecho, los continuos cambios de fronteras hicieron que Gniezno, que estaba en territorio prusiano, perdiera todos aquellos territorios que venían a encontrarse en el Imperio austríaco y en el Reino del Congreso (bajo el control del Imperio ruso). En 1805 perdió los territorios al sur de Pilica para la erección de la diócesis de Kielce mediante la bula Indefessum personarum del papa Pío VII, mientras que en 1818 cedió partes del territorio a las sedes de Varsovia y Włocławek.
El 16 de julio de 1821, con la bula De salute animarum del papa Pío VII, el territorio de la arquidiócesis se modificó aún más: Gniezno cedió el arcediano de Kamien a la diócesis de Chełmno y adquirió el archidiaconado de Kruszwica de la diócesis de Włocławek. Con la misma bula, la diócesis de Poznan fue elevada al rango de sede metropolitana y unida aeque principaliter a Gniezno: las dos sedes, sin embargo, mantuvieron su autonomía administrativa y sus respectivos territorios. Finalmente, la provincia eclesiástica se redujo únicamente a Chełmno, ya que la misma bula sometió inmediatamente a Wroclaw a la Santa Sede.
Los cambios territoriales de principios del siglo XIX redujeron el número de parroquias en la arquidiócesis de Gniezno de 808 registradas en 1795 a 216 en 1821.
El 28 de octubre de 1925, con la bula Vixdum Poloniae unitas del papa Pío XI, se reorganizaron las circunscripciones eclesiásticas polacas de rito latino: la arquidiócesis de Gniezno y Poznan tenía como sufragáneas a las diócesis de Chełmno y Włocławek. La misma bula cambió los límites entre las dos sedes de Gniezno y Poznan, con un intercambio recíproco de 2 decanatos: Miloslaw y Jarocin pasaron a Gniezno, quien cedió Olobock y Krotoszyn a Poznan.
Durante la Segunda Guerra Mundial la Gestapo cerró inicialmente la catedral; a principios de 1940 se reabrió pero solo para los alemanes, ya que los polacos tenían prohibido entrar. Aún cerrada en agosto de 1941, en febrero del año siguiente fue utilizada con fines culturales, como conciertos y exposiciones de arte.
A partir del 1 de mayo de 1946 la sede de Gniezno fue unida in persona episcopi a la arquidiócesis de Varsovia. A partir de la misma fecha se suspendió la unión aeque principaliter de las sedes de Gniezno y Poznan, que después de más de un siglo, pero sólo pro hac vice, tuvo un arzobispo propio separado del de Gniezno.
El 25 de marzo de 1992, como consecuencia de la reorganización territorial de las diócesis polacas querida por el papa Juan Pablo II con la bula Totus Tuus Poloniae populus, la arquidiócesis cedió partes de su territorio para la erección de las diócesis de Kalisz y de Toruń; al mismo tiempo intercambió porciones de territorio con la diócesis de Chełmno, que tomó el nombre de diócesis de Pelplin y pasó a formar parte de la provincia eclesiástica de la arquidiócesis de Gdansk. La misma bula suprimió definitivamente la unión aeque principaliter entre Gniezno y Poznan, y la unión in persona episcopi entre Gniezno y Varsovia.
El 24 de febrero de 2004 cedió una porción adicional de territorio para la erección de la diócesis de Bydgoszcz mediante la bula Dilectorum Polonorum del papa Juan Pablo II, que devino sufragánea de Gniezno. El 23 de marzo del mismo año, amplió su territorio anexando 26 parroquias de la arquidiócesis de Poznan y otras 27 de la diócesis de Włocławek mediante el decreto Maiori animarum.

## Estadísticas
Según el Anuario Pontificio 2024 la arquidiócesis tenía a fines de 2023 un total de 638 456 fieles bautizados.
| Año                                                                             | Población            | Población | Población      | Sacerdotes | Sacerdotes    | Sacerdotes    | Bautizados por sacerdote | Diáconos permanentes | Religiosos | Religiosos | Parroquias |
| Año                                                                             | Bautizados católicos | Total     | % de católicos | Total      | Clero secular | Clero regular | Bautizados por sacerdote | Diáconos permanentes | Varones    | Mujeres    | Parroquias |
| ------------------------------------------------------------------------------- | -------------------- | --------- | -------------- | ---------- | ------------- | ------------- | ------------------------ | -------------------- | ---------- | ---------- | ---------- |
| 1950                                                                            | 753 746              | 763 424   | 98.7           | 357        | 304           | 53            | 2111                     |                      | 48         | 616        | 272        |
| 1970                                                                            | 923 627              | 929 549   | 99.4           | 618        | 526           | 92            | 1494                     |                      | 143        | 684        | 283        |
| 1980                                                                            | 961 101              | 968 312   | 99.3           | 664        | 573           | 91            | 1447                     |                      | 100        | 616        | 322        |
| 1990                                                                            | 1 086 968            | 1 092 181 | 99.5           | 735        | 643           | 92            | 1478                     |                      | 102        | 589        | 361        |
| 1999                                                                            | 998 669              | 1 024 777 | 97.5           | 723        | 625           | 98            | 1381                     |                      | 134        | 346        | 326        |
| 2000                                                                            | 999 755              | 1 033 151 | 96.8           | 729        | 633           | 96            | 1371                     |                      | 128        | 347        | 327        |
| 2001                                                                            | 995 003              | 1 023 352 | 97.2           | 741        | 638           | 103           | 1342                     |                      | 136        | 368        | 328        |
| 2002                                                                            | 989 085              | 1 019 368 | 97.0           | 735        | 630           | 105           | 1345                     |                      | 134        | 365        | 328        |
| 2003                                                                            | 986 880              | 1 022 486 | 96.5           | 743        | 635           | 108           | 1328                     |                      | 135        | 359        | 324        |
| 2004                                                                            | 996 962              | 1 015 903 | 98.1           | 757        | 640           | 117           | 1316                     |                      | 146        | 368        | 325        |
| 2006                                                                            | 673 559              | 678 847   | 99.2           | 539        | 488           | 51            | 1249                     |                      | 121        | 262        | 266        |
| 2013                                                                            | 656 716              | 664 608   | 98.8           | 527        | 490           | 37            | 1246                     |                      | 83         | 223        | 266        |
| 2016                                                                            | 654 000              | 672 000   | 97.3           | 516        | 483           | 33            | 1267                     |                      | 69         | 192        | 266        |
| 2019                                                                            | 644 000              | 663 975   | 97.0           | 499        | 460           | 39            | 1290                     |                      | 66         | 179        | 268        |
| 2021                                                                            | 641 082              | 661 970   | 96.8           | 485        | 446           | 39            | 1321                     |                      | 62         | 178        | 268        |
| 2023                                                                            | 638 456              | 656 741   | 97.2           | 477        | 438           | 39            | 1338                     |                      | 66         | 145        | 268        |
| Fuente: Catholic-Hierarchy, que a su vez toma los datos del Anuario Pontificio. |                      |           |                |            |               |               |                          |                      |            |            |            |

## Episcopologio
- San Gaudencio † (999-1006/1022 ca. falleció)
- Hipolit † (ordenado obispo 1006-1027 falleció)
- Bossuta † (1027-1038)
- Piotr I † (1075-1092)
- Marcin † (1092-1118 falleció)
- Jakub ze Żnina † (1119 (?)-1148 falleció)
- Janik † (1149-1167 falleció)
- San Bogumił † (1167-1170 renunció)
- Zdzisław † (1170-1180 falleció)
- Piotr Śreniawita † (1180-1199 falleció)
- Henryk Kietlicz † (10 de enero de 1207-22 de marzo de 1219 falleció)
  - Iwo Odrowąż † (4 de noviembre de 1219-? renunció) (arzobispo electo)
- Wincenty z Niałka † (5 de octubre de 1220-1232 falleció)
- Pełka Lis † (26 de junio de 1235-4 de abril de 1258 falleció)
- Janusz Tarnowa † (20 de mayo de 1258-1271 falleció)
- Marcin Polak, O.P. † (22 de junio de 1278-segunda mitad de 1279 falleció)
- Włościbor Bogumił † (23 de diciembre de 1279-1280 renunció)
  - Henryk Brena, O.F.M. † (23 de diciembre de 1281-1281 renunció) (arzobispo eletto)
- Jakub Świnka † (30 de julio de 1283-5 de mayo de 1313 falleció)
- Borzysław † (15 de diciembre de 1316-1317 falleció)
- Jan Janisław † (7 de noviembre de 1317-4 de diciembre de 1341 falleció)
- Jarosław Bogoria ze Skotnik † (8 de julio de 1342-1374 renunció)
- Jan Suchywilk † (28 de abril de 1374-1382 falleció)
- Bodzanta † (9 de mayo de 1382-26 de diciembre de 1388 falleció)
- Jan Kropidło † (19 de marzo de 1389-26 de enero de 1394 nombrado arzobispo a título personal de Poznań)
- Dobrogost Nowodworski † (26 de enero de 1394-14 de septiembre de 1401 falleció)
- Mikołaj Kurowski † (23 de enero de 1402-7 de septiembre de 1411 falleció)
- Mikołaj Trąba † (30 de abril de 1412-2 de diciembre de 1422 falleció)
- Wojciech Jastrzębiec † (9 de julio de 1423-2 de septiembre de 1436 falleció)
- Wincenty Kot z Dębna † (15 de marzo de 1437-14 de agosto de 1448 falleció)
- Władysław Oporowski † (25 de junio de 1449-11 de marzo de 1453 falleció)
- Jan Sprowski † (15 de octubre de 1453-14 de abril de 1464 falleció)
- Jan Gruszczyński † (19 de octubre de 1464-8 de octubre de 1473 falleció)
- Jakub z Sienna † (17 de diciembre de 1473-4 de octubre de 1480 falleció)
- Zbigniew Oleśnicki † (12 de octubre de 1481-2 de febrero de 1493 falleció)
- Federico Jagellón † (2 de octubre de 1493-14 de marzo de 1503 falleció)
- Andrzej Boryszewski † (18 de diciembre de 1503-20 de abril de 1510 falleció)
- Jan Łaski † (20 de abril de 1510 por sucesión-19 de mayo de 1531 falleció)
- Maciej Drzewiecki † (4 de agosto de 1531-12 de agosto de 1535 falleció)
- Andrzej Krzycki † (27 de octubre de 1535-10 de mayo de 1537 falleció)
- Jan Latalski † (17 de agosto de 1537-1540 falleció)
- Piotr Gamrat † (28 de enero de 1541-27 de agosto de 1545 falleció)
- Mikołaj Dzierzgowski † (19 de febrero de 1546-22 de febrero de 1559 falleció)
- Jan Przerębski † (22 de febrero de 1559 por sucesión-12 de enero de 1562 falleció)
- Jakub Uchański † (31 de agosto de 1562-5 de abril de 1581 falleció)
- Stanisław Karnkowski † (7 de agosto de 1581-25 de mayo de 1603 falleció)
- Jan Tarnowski † (29 de marzo de 1604-14 de septiembre de 1605 falleció)
- Bernard Maciejowski † (31 de julio de 1606-19 de enero de 1608 falleció)
- Wojciech Baranowski † (28 de julio de 1608-23 de septiembre de 1615 falleció)
- Wawrzyniec Gembicki † (14 de marzo de 1616-10 de febrero de 1624 falleció)
- Henryk Firlej † (7 de octubre de 1624-25 de febrero de 1626 falleció)
- Jan Wężyk † (22 de marzo de 1627-27 de mayo de 1638 falleció)
- Jan Lipski † (20 de diciembre de 1638-13 de mayo de 1641 falleció)
- Maciej Łubieński † (27 de noviembre de 1641-28 de agosto de 1652 falleció)
- Andrzej Leszczyński † (8 de enero de 1653-15 de abril de 1658 falleció)
- Wacław Leszczyński † (27 de enero de 1659-1 de abril de 1666 falleció)
- Mikołaj Prażmowski † (11 de octubre de 1666-15 de abril de 1673 falleció)
- Kazimierz Florian Czartoryski † (27 de noviembre de 1673-15 de mayo de 1674 falleció)
- Andrzej Olszowski † (26 de noviembre de 1674-29 de agosto de 1677 falleció)
- Jan Stefan Wydżga † (17 de julio de 1679-7 de septiembre de 1685 falleció)
- Augustyn Michał Stefan Radziejowski † (17 de mayo de 1688-11 de octubre de 1705 falleció)
- Stanisław Szembek † (7 de junio de 1706-2 de agosto de 1721 falleció)
- Teodor Andrzej Potocki † (22 de noviembre de 1723-12 de noviembre de 1738 falleció)
- Karol Antoni Szembek † (22 de junio de 1739-6 de julio de 1748 falleció)
- Adam Ignacy Komorowski † (22 de septiembre de 1749-2 de marzo de 1759 falleció)
- Władysław Aleksander Łubieński † (9 de abril de 1759-20 de junio de 1767 falleció)
- Gabriel Jan Podoski † (31 de agosto de 1767-3 de abril de 1777 falleció)
- Antoni Kazimierz Ostrowski † (23 de junio de 1777-26 de agosto de 1784 falleció)
- Michał Jerzy Poniatowski † (14 de febrero de 1785-12 de agosto de 1794 falleció)
- Ignacy Błażej Franciszek Krasicki † (18 de diciembre de 1795-14 de marzo de 1801 falleció)
  - Sede vacante (1801-1806)
- Ignacy Jan Zygmunt von Raczyński † (26 de agosto de 1806-24 de agosto de 1818 renunció)
  - Sede vacante (1818-1821)
- Tymoteusz Pawel von Górzeński † (16 de julio de 1821-20 de diciembre de 1825 falleció)
  - Sede vacante (1825-1828)
- Teofil von Wolicki † (15 de diciembre de 1828-21 de diciembre de 1829 falleció)
- Marcin von Dundin Sulgustowski † (28 de febrero de 1831-26 de diciembre de 1842 falleció)
  - Sede vacante (1842-1845)
- Leon Michał von Przyłuski † (20 de enero de 1845-12 de marzo de 1865 falleció)
- Mieczysław Halka Ledóchowski † (8 de enero de 1866-2 de febrero de 1886 renunció)
- Julius Józef Dinder † (2 de marzo de 1886-30 de mayo de 1890 falleció)
- Florian Oksza von Stablewski † (14 de diciembre de 1891-24 de noviembre de 1906 falleció)
  - Sede vacante (1906-1914)
- Edward Likowski † (13 de agosto de 1914-20 de febrero de 1915 falleció)
- Edmund Dalbor † (30 de junio de 1915-13 de febrero de 1926 falleció)
- August Hlond, S.D.B. † (24 de junio de 1926-22 de octubre de 1948 falleció)
- Beato Stefan Wyszyński † (12 de noviembre de 1948-28 de mayo de 1981 falleció)
- Józef Glemp † (7 de julio de 1981-25 de marzo de 1992 renunció[nota 6])
- Henryk Muszyński (25 de marzo de 1992[nota 7] -8 de mayo de 2010 retirado)
- Józef Kowalczyk (8 de mayo de 2010-17 de mayo de 2014 retirado)
- Wojciech Polak, desde el 17 de mayo de 2014